# Bộ trưởng Giao thông Hoa Kỳ
Bộ trưởng Giao thông Hoa Kỳ (tiếng Anh: United States Secretary of Transportation) là người lãnh đạo Bộ Giao thông Hoa Kỳ, một thành viên trong nội các của tổng thống Hoa Kỳ, và đứng thứ 14 trong thứ tự kế vị Tổng thống Hoa Kỳ. Chức vụ này được lập khi Bộ Giao thông Hoa Kỳ được thành lập vào ngày 15 tháng 10 năm 1966 sau khi Tổng thống Lyndon B. Johnson ký thành luật Đạo luật Bộ Giao thông. Sứ mệnh của bộ là "phát triển và điều hợp các chính sách để tạo ra một hệ thống giao thông quốc gia vừa kinh tế vừa hữu hiệu trong lúc đó cũng quan tâm đến nhu cầu, môi trường và quốc phòng." Bộ trưởng Giao thông quản lý 11 cơ quan trong đó có Cơ quan Quản trị Hàng không Liên bang Hoa Kỳ, Cơ quan Quản trị Xa lộ Liên bang Hoa Kỳ, và Cơ quan Quản trị An toàn Lưu thông Xa lộ Quốc gia Hoa Kỳ.  Vào tháng 4 năm 2008, Mary Peters cho ra mắt trang blog chính thức của Bộ trưởng Giao thông có tên gọi là "The Fast Lane" (tạm dịch: Làn xe nhanh).
Bộ trưởng Giao thông đầu tiên của Hoa Kỳ là Alan Stephenson Boyd, được Tổng thống Lyndon B. Johnson đề cử. Bộ trưởng Giao thông thứ hai của chính phủ Ronald Reagan là Elizabeth Dole, người phụ nữ đầu tiên giữ chức vụ này và Mary Peters là người phụ nữ thứ hai. Người được Tổng thống Gerald Ford đề cử, William Thaddeus Coleman, Jr. là người Mỹ gốc châu Phi đầu tiên phục vụ trong vai trò Bộ trưởng Giao thông Hoa Kỳ. Federico Peña, phục vụ dưới thời của Tổng thống Bill Clinton, là người Mỹ nói tiếng Tây Ban Nha đầu tiên giữ chức vụ này và rồi sau đó trở thành Bộ trưởng Năng lượng Hoa Kỳ. Norman Mineta, người Mỹ gốc Nhật từng làm Bộ trưởng Thương mại Hoa Kỳ trước đó, là người giữ chức vụ này lâu nhất, trên 5 năm rưỡi. Andrew Card là bộ trưởng phục vụ ngắn hạn nhất, chỉ làm bộ trưởng giao thông có 11 tháng. Neil Goldschmidt là vị bộ trưởng giao thông trẻ tuổi nhất, nhậm chức lúc 39 tuổi trong khi đó Norman Mineta là vị bộ trưởng giao thông già nhất, về hưu lúc 74 tuổi.
Ngày 28 tháng 1 năm 2025, bộ trưởng thứ 19 và hiện nay là Sean Duffy, nhậm chức phục vụ dưới chính phủ của Tổng thống Donald Trump.

## Danh sách các bộ trưởng Giao thông Hoa Kỳ
| Thứ tự | Hình | Tên                           | Quê nhà       | Nhậm chức            | Rời chức             | Dưới thời tổng thống       |
| ------ | --- | ----------------------------- | ------------- | -------------------- | -------------------- | -------------------------- |
| 1      | Black and white photo of a balding man in a suit and striped tie                                                                    | Alan Stephenson Boyd          | Florida       | 16 tháng 1 năm 1967  | 20 tháng 1 năm 1969  | Lyndon Johnson             |
| 2      | Black and white photo of man in a suit and black tie                                                                                | John A. Volpe                 | Massachusetts | 22 tháng 1 năm 1969  | 2 tháng 2 năm 1973   | Richard Nixon              |
| 3      | Black and white photo of a bald man wearing glasses and a suit with a striped tie                                                   | Claude Brinegar               | California    | 2 tháng 2 năm 1973   | 1 tháng 2 năm 1975   | Richard Nixon, Gerald Ford |
| 4      | Black and white photo of an African American man in a suit wearing glasses looking to his left                                      | William Thaddeus Coleman, Jr. | Pennsylvania  | 7 tháng 3 năm 1975   | 20 tháng 1 năm 1977  | Gerald Ford                |
| 5      | Black and white photo of a man in a suit smiling                                                                                    | Brock Adams                   | Washington    | 23 tháng 1 năm 1977  | 20 tháng 7 năm 1979  | Jimmy Carter               |
| 6      | Black and white photo of a man with a wide smile and short curly hair wearing a light-colored suit                                  | Neil Goldschmidt              | Oregon        | 15 tháng 8 năm 1979  | 20 tháng 1 năm 1981  | Jimmy Carter               |
| 7      | Black and white photo of a man wearing a suit sitting at a desk with his hands folded on it and the DOT logo and US flag behind him | Andrew L. Lewis, Jr.          | Pennsylvania  | 23 tháng 1 năm 1981  | 1 tháng 2 năm 1983   | Ronald Reagan              |
| 8      | Smiling woman wearing earrings and a red shirt                                                                                      | Elizabeth Dole                | Kansas        | 7 tháng 2 năm 1983   | 30 tháng 9 năm 1987  | Ronald Reagan              |
| 9      | Black and white photo of a man in a suit and combed-over hair with the US flag behind him                                           | James H. Burnley IV           | Bắc Carolina  | 3 tháng 12 năm 1987  | 30 tháng 1 năm 1989  | Ronald Reagan              |
| 10     | Smiling man with thinning hair wearing a suit and a blue tie with the US flag behind him                                            | Samuel K. Skinner             | Illinois      | 6 tháng 2 năm 1989   | 13 tháng 12 năm 1991 | George H. W. Bush          |
| 11     | Smiling man wearing a suit and a red tie                                                                                            | Andrew Card                   | Massachusetts | 24 tháng 2 năm 1992  | 20 tháng 1 năm 1993  | George H. W. Bush          |
| 12     | Hispanic man with large glasses and black hair with the US flag behind him                                                          | Federico Peña                 | Colorado      | 21 tháng 1 năm 1993  | 14 tháng 2 năm 1997  | Bill Clinton               |
| 13     | African American man with short hair and a short mustache                                                                           | Rodney Slater                 | Arkansas      | 14 tháng 2 năm 1997  | 20 tháng 1 năm 2001  | Bill Clinton               |
| 14     | Older Japanese American man with glasses wearing a suit with a red tie with the US flag behind him                                  | Norman Mineta                 | California    | 25 tháng 1 năm 2001  | 7 tháng 8 năm 2006   | George W. Bush             |
| 15     | Woman with long brown hair with the US flag behind hier                                                                             | Mary Peters                   | Arizona       | 17 tháng 10 năm 2006 | 23 tháng 1 năm 2009  | George W. Bush             |
| 16     | Older man with bushy eyebrows and gray hair in a sui with the US flag behind himt                                                   | Ray LaHood                    | Illinois      | 23 tháng 1 năm 2009  | 2 tháng 7 năm 2013   | Barack Obama               |
| 17     | Older man with bushy eyebrows and gray hair in a sui with the US flag behind himt                                                   | Anthony Foxx                  | Bắc Carolina  | 2 tháng 7 năm 2013   | 20 tháng 1 năm 2017  | Barack Obama               |
| 18     | | Elaine Chao                   | Kentucky      | 31 tháng 1 năm 2017  | 11 tháng 1 năm 2021  | Donald Trump               |
| 19     | | Pete Buttigieg                | Indiana       | 3 tháng 2 năm 2021   | 20 tháng 1 năm 2025  | Joe Biden                  |
| 20     | | Sean Duffy                    | Wisconsin     | 28 tháng 1 năm 2025  | Đương nhiệm          | Donald Trump               |